# 宝石翻天乐系列
宝石翻天乐系列（又称宝石探秘系列），是一个消除类系列的电子游戏，该游戏是由美国的iWin游戏公司出版及发布，到现在为止已经出了13个不同版本（6个消除类、3个纸牌类、4个探索类）的系列之作。其中该游戏的第一代版本率先在2004年10月29日在PC平台上发布，然后在Symbian S60平台和Nintendo DS（Jewel Quest: Expeditions）和Xbox 360发布过此游戏。iWin公司也发布过此游戏的一系列不同的衍生作品。

## 介绍
这款游戏除了纸牌作之外，每一作都有剧情模式。而宝石翻天乐系列是一个在网格内，玩家必须要转换相邻的宝石（例如钻石、各种颜色宝石、黄金金块、金币和骷髅骨）组成三个成非对角线的一线状态来消除。那些宝石将会从网格的顶部掉落，如果更多的宝石消除，网格将会变成金色（1代的发掘者模式：先变银后变金）。其中必须要把全部网格变成金色才算过关。如果在限时内未能成功把全部网格变成金色或中途没有有效能组成三个成非对角线的一线状态，将会扣掉一条命并重新开始本关（这种模式到了3代版本就取消了）。随着游戏的进度将会出现有新的物品加入介绍，来添加游戏的难度（例如网格组成不规则图形的图案；消除三次或更多次的同一宝石；破坏性物品入侵【例如黑精灵或啡猩猩】等等）。在1代版本是没有魔法道具的，而魔法道具是从2代版本开始才添加了上去。该游戏在1代版本或2代版本当中，包含了180个关卡，其中36关每组；默认5条命。

## 故事
该游戏在1代版本中所提及的故事内容是冒险家进入危险的玛雅探险之旅；2代所提及故事内容是非洲大陆的探险；3代版本提及的是环游世界；4代版本提及的是家族之树；5代版本提及的是图腾搜索；6代版本提及的是惊险探险之旅。

## 得分和获得生命条件
如果消除了一系列的宝石，屏幕上和屏幕下部的得分都会发生变化。如果消除的是黑精灵或啡猩猩，还会出现扣分且相反网格上的金色会重置的现象。但通过消除宝石形式而导致黑精灵或啡猩猩消除，会有积分获取。其中黑精灵掉落至网格底部以后是不会掉出屏幕以外，相反黑猩猩就会掉出屏幕以外的地方。

### 1代和2代
在1代里面，如果在限时内未能成功把全部网格变成金色或中途没有有效能组成三个成非对角线的一线状态，将会扣掉一条命并重新开始本关。在2代里面，如果在限时内未能成功把全部网格变成金色或中途没有有效能组成三个成非对角线的一线状态且无魔法道具的情况下，将会扣掉一条命并重新开始本关。如果中途没有有效能组成三个成非对角线的一线状态，会询问是否使用魔法道具，如果使用，将会继续本关；否则就扣掉一条命并重新开始本关。如果在开始了关卡10秒以后中途退出游戏（不管是否正常关闭游戏或断电还是拔掉电源也好），会扣掉一条命，在下次启动游戏时重新开始本关。当积分每次过了50000k（k∈Z）分的情况下，才会添加1条命（最多20条）。

### 3代或以后
在3代版本或以后就取消了命数的限制。如果在限时内未能成功把全部网格变成金色或中途没有有效能组成三个成非对角线的一线状态且无魔法道具的情况下，就必须要重新开始本关。如果中途没有有效能组成三个成非对角线的一线状态，会询问是否使用魔法道具，如果使用，将会继续本关；否则就重新开始本关。

## 系列之作
宝石翻天乐系列在从第一作开始发布之日，既是在从最初的消除类系列（3个成非对角线的一线）进化至卡片类系列以及寻找隐藏系列的游戏。也是在从最初只有PC平台进化至其他手机以及其他系列平台中的游戏。

### Windows

#### 消除类系列
| 宝石翻天乐1           | 2004年10月29日 |
| 宝石翻天乐2           | 2007年2月9日   |
| 宝石翻天乐3           | 2008年6月10日  |
| 宝石翻天乐4：传承     | 2009年12月10日 |
| 宝石翻天乐5：睡眠之星 | 2010年10月7日  |
| 宝石翻天乐6：蓝龙     | 2011年10月20日 |

#### 卡片类系列
| 宝石翻天乐纸牌1 | 2007年8月28日 |
| 宝石翻天乐纸牌2 | 2007年8月28日 |
| 宝石翻天乐纸牌3 | 2009年3月5日  |

#### 探秘系列
| 宝石翻天乐的神秘探险：绿宝石之泪的诅咒 | 2008年11月9日 |
| 宝石翻天乐的神秘探险：午夜之心的轨迹   | 2009年7月16日 |
| 宝石翻天乐的神秘探险：第7大门          | 2011年4月1日  |
| 宝石翻天乐的神秘探险：乌尔甲骨文       | 2012年3月9日  |

### 手机
| 宝石翻天乐3：世界探险        | Mobile       | 2010 | 消除类 |
| 宝石翻天乐：绿宝石之泪的诅咒 | iPhone       | 2010 | 探索类 |
| 宝石翻天乐                   | iPhone, iPad | 2011 | 消除类 |

### 其他平台
| 宝石翻天乐1              | Xbox 360    | 2006年3月3日  | 消除类         |
| 宝石翻天乐探险           | Nintendo DS | 2008年2月1日  | 消除类         |
| 宝石翻天乐（三人探险版） | Nintendo DS | 2008年8月26日 | 消除类、卡片类 |
| 宝石翻天乐的神秘探险     | Nintendo DS | 2009年3月11日 | 探索类         |
| 宝石翻天乐三部曲         | Wii         | 2011年2月4日  | 消除类、探索类 |
| 宝石翻天乐纸牌（三人版） | Nintendo DS | 2011年2月11日 | 卡片类         |